# Cerro Daudet
Cerro Daudet är ett berg i Argentina, på gränsen till Chile. Det ligger i den södra delen av landet, 2 200 km sydväst om huvudstaden Buenos Aires. Toppen på Cerro Daudet är 1 738 meter över havet.
Terrängen runt Cerro Daudet är bergig västerut, men österut är den kuperad. Trakten runt Cerro Daudet är nära nog obefolkad, med mindre än två invånare per kvadratkilometer.. Det finns inga samhällen i närheten.
I omgivningarna runt Cerro Daudet växer i huvudsak lövfällande lövskog.